# ヒムヤル王国

ヒムヤル王国
مملكة حِمْيَر

230年頃の南アラビア、エチオピアの勢力図。赤色で塗られた地域がヒムヤル王国の支配領域を示す。

ヒムヤル王国（ヒムヤルおうこく、アラビア語: مملكة حِمْيَر、Mamlakat Ḥimyar、ヒムヤル語: 𐩢𐩣𐩺𐩧𐩣）とは、紀元前115年頃から525年にかけてアラビア半島南部のヤマン（イエメン）に存在していた国家である。首都はザファール（ラフジュ）。
王国の歴史は成立からエチオピアのアクスム王国の攻撃を受ける4世紀頃までの第一期、525年に滅亡するまでの第二期に分けられる。南アラビア史において主導的な役割を果たした国家であり、同時期に南アラビアに存在していたサバア王国、ハドラマウト王国と覇権を争った。523年にユダヤ教徒の国王ズー・ヌワースがナジュラーンに居住するキリスト教徒を弾圧した事件の後、ヒムヤル王国はアクスム王国、東ローマ帝国、イランのサーサーン朝の介入を受けて滅亡する。ただし、525年のアクスム王親征軍によりズー・ヌワースが破滅すると、アクスム王によってキリスト教徒のスムヤファ・アシュワァが王位に封じられている。その後にアクスム軍の将軍がクーデターで王位を簒奪している。以上のことから、真の滅亡は570年代とみられる。

## 歴史

### 第一次ヒムヤル王国
紀元前2世紀、アデン東部を支配するカタバーン王国から離脱した諸部族が、イエメン南部の高原地帯にヒムヤル部族連合を形成する。ギリシャ世界においてヒムヤルの諸部族はホメリタエ (Homeritae) と呼ばれ、博物学者の大プリニウスは「最も多数の種族」と言及した。ヒムヤル族はサバア人、ミナエア（ミネア、ミナー）人の文化と商業を継承し、同じ言語を話していたと考えられている。アラブの系譜学において、ヒムヤル族の祖であるヒムヤルは、南アラブの祖であるカフターンの玄孫に位置づけられている。
インド洋と地中海を結ぶ交易ルートが「香料の道」と呼ばれる陸路から紅海を経由する海路に移ると、紅海沿岸の港を支配するヒムヤル族はその恩恵を受け、紀元前1世紀から1世紀にかけて急速に発展する。紀元前25年、ローマの将軍アエリウス・ガルスの率いる遠征軍が富を求めて南アラビアに侵入する事件が起きる。遠征軍は酷暑に屈して撤退し、サバの首都マアリブに到達することはできなかった。
1世紀にヒムヤルはサバアと連合王国を形成し、連合国家はサバ・ヒムヤル王国と称された。その後両国は再び敵対し、2世紀末にヒムヤルの首都がザファールに移される。ザファールが首都とされた理由について、マァリブを経由する乳香交易路の衰退、インド洋交易に適したザファールの立地が一因であったと推測されている。ザファールを統治したヒムヤル王カリバ・イル・ワタル（カリバエル、チャリバエール）は、ローマ帝国と交流を持ったと伝えられている。
2世紀末、ローマ帝国の衰退に乗じて勢力を拡大しつつあるエチオピアのアクスム王国が、紅海を越えて南アラビアに進出する。アクスム王自らがアラビア半島に遠征し、従来ヒムヤルとサバの領有下にあったアラビア半島南西部の沿岸地域、高原地帯の一部がアクスムの支配下に置かれた。アラビアに進出したアクスムは当初サバ、ハドラマウトと同盟してヒムヤルに敵対していたが、ヒムヤルが内紛で弱体化し、サバの勢力が強まると、ヒムヤルと同盟してサバに対抗した。3世紀末にヒムヤル王シャンマル・ユハルイシュはサバ、ハドラマウトを併合して南アラビアの統一に成功する。だが、ヒムヤルの統一事業の達成にはアクスムの支援が大きな役割を果たしていたとする見解も存在する。

### 第二次ヒムヤル王国
4世紀に入り、ヒムヤルはアラビア半島中心部への進出を試みるようになる。300年頃に王の称号にハドラマウト、ヤマナート（南アラビアの海岸地帯）が追加されていた。しかし、4世紀初頭にエチオピアのアクスム王国の干渉と攻撃を受け、4世紀半ばに建立されたアクスムの碑文に確認される王の称号の中にヒムヤルも含まれていた。第二次ヒムヤル王国の国王であるシャンマル・ヤルアシュ、アブー・カリバ・アスアドは、後世のアラブの伝承に征服者として名前を残した。アブー・カリバの死後に彼の子であるハサンが即位するが、ハサンは弟のアムルによって殺害される。アムルの死後にヒムヤル族は分裂するが、ハサンのもう一人の弟であるズー・ヌワース（ズルア・ブン・ティバーン・アスワド）によって反乱者は殺害され、王国は再統一された。
イエメンにおけるユダヤ教の勢力は6世紀初頭に確固たる物となっていたが、ユダヤ教の隆盛はキリスト教国であるアクスムとの対立の一因となる。交易活動の中でヒムヤルとアクスムの間に武力衝突が起こり、ヒムヤルの攻撃によって死者が出たアクスム側は517年に南アラビアに派兵し、この年以降両国の貿易摩擦が進展する。
523年10月、ナジュラーンで、ズー・ヌワースによるキリスト教徒の虐殺が起きる（ナジュラーンの迫害）。虐殺が起きた背景について、イエメン土着のキリスト教徒が抱いていた、エチオピアのキリスト教徒によるイエメン支配を憎悪する感情があったと考えられているナジュラーンの迫害は各地に波及し、それぞれの地域でキリスト教徒への攻撃が起きる。ナジュラーンの住民の訴えを受けたアクスム王カレブ（エッラ・アスベハ、エラスボアス）は、キリスト教徒迫害を憂慮した東ローマ皇帝ユスティヌス1世から輸送艦隊の貸与を受けた。アラビア方面への影響力の強化、イランのサーサーン朝への牽制と商業関係の強化を図る東ローマ帝国は海路から軍隊を送るとともに、アレクサンドリア総主教ティモセオス3世に援軍を要請し、525年春にアクスムのヒムヤル遠征が開始された。アクスムに敗れたヒムヤル王国は滅亡し、イブン・イスハーク、タバリーらイスラーム世界の歴史家はズー・ヌワースが海中に飛び込んで自害したと述べている。
ヒムヤル攻撃を指揮したアクスム軍ヒムヤル駐留司令官アブラハはイエメンで独立し、ヒムヤル王位を簒奪した。アブラハは中央アラビアのマアッド（リヤド周辺）のフジュル朝やヒジャーズ地方に遠征し服属させた。アラブ世界の伝承では、ヒムヤル王族の末裔であるサイフ・イブン・ズィー・ヤザンが強国の援助を得るために東ローマ帝国、サーサーン朝を訪れ、最後にサイフがサーサーン朝からイエメンの共同統治者に任じられたことが述べられている。575年にサーサーン朝の軍隊が海路を経て南アラビアを征服し、サーサーン朝は地中海とインド洋を結ぶ陸海の交易路をすべて掌握する。サーサーン朝によってイエメンにサトラップ（総督）が置かれ、サトラップはサナアに駐屯した。628年にサトラップのバーダーンは預言者ムハンマドの呼びかけに応じてイスラム教に改宗し、ヒムヤル族の多くもイスラム教を受け入れた。

## 社会
城郭に住処を置いて領地を所有していた、紀元前1世紀から4世紀までの第一次ヒムヤル王国の王は封建領主に比定される。王国で発行された銀貨と銅貨の表面にはアテネの町の紋章でもあるフクロウ、裏面には雄牛の像が刻まれた。
碑文では、ヒムヤルの国王は「マリク (maik) 」を王号として使用していたことが確認されている。クルアーン（コーラン）、イスラーム世界の歴史学者が記した伝承にはヒムヤルの国王は「トゥッバァ（トゥッバウ、Tubba'/タバービア、Tabābi'a）」という称号を用いていたと記されているが、ヒムヤル王国の碑文に「トゥッバウ」という称号は確認されていない。トゥッバァが示す人物の定義は伝承によって異なり、語源もアラビア語、ゲエズ語（古エチオピア語）、古代南アラビアの族名など諸説分かれている。伝承に現れるトゥッバァを碑文で確認される王と同定する試みがされてきたが、不成功に終わっている。古代南アラビア史の研究者である蔀勇造は伝承に現れる王名をエチオピア語がアラビア語に訳されたものと推定し、彼らをヒムヤルに強い影響力を行使していたアクスムの王、あるいは王子と見なしている。
元来南アラビアでは月の神を頂点とする多神教の天体信仰が主流を占めていたが、4世紀の第二次ヒムヤル王国の時代にヒムヤルにキリスト教とユダヤ教が伝えられる。多神教の神殿に奉納される碑文の末尾には祈願する多数の神の名前が記されていたが、多神教信仰は一神教信仰に変化していき、363年/373年に奉納された碑文の末尾には「天の神」のみへの祈願が記されていた。4世紀初頭のヒムヤルでは「天の神」を信仰する一神教が存在しながらも王家はユダヤ教の影響を受け、キリスト教に対して非常に友好的な態度を取る状況が成立していた。ユダヤ教の影響を受けた一神教の出現の背景には、キリスト教を受容してビザンツ帝国と同盟したアクスムに対抗するため、ヒジャーズとメソポタミアのユダヤ教徒コミュニティとの関係を深める意図があったと推測されている。やがて、それぞれの宗教の信者の間に宗教的対立が起きるようになる。
356年にローマ皇帝コンスタンティヌス2世によって派遣されたアリウス派のテオフィルス・インダスを長とする使節団が初めて南アラビアを訪れ、テオフィルスはアデンなど3箇所の土地に教会堂を建立した。500年頃にナジュラーンにおいてシリアの聖者ファイミユーン（フェミオン）が、この地に単性説のキリスト教徒のコミュニティを形成したといわれている。ナジュラーンでのキリスト教の布教について、ファイミユーン、あるいはファイミユーンから教えを受けて改宗したナジュラーンの住民アブドゥッラーが大きな役割を果たし、支配者と住民は多神教からキリスト教に改宗した伝承が残されている。523年のナジュラーンの迫害において、アブドゥッラーも他の人間とともに殉死したと伝えられている。
5世紀のある時期から「天の神」を信仰する一神教は実質的にユダヤ教と同質の宗教となり、多神教時代の神殿に代えてシナゴーグが建設され、ユダヤ系の人名、宗教分野の語彙が取り入れられる。6世紀初頭になるとイエメンにおけるユダヤ教の勢力は揺るぎ無いものとなっており、アブー・カリバ・アスアド、ズー・ヌワースらヒムヤルの国王の中にもユダヤ教に改宗した者がいた。アブー・カリバはヤスリブ（メディナ）に遠征を行った際、2人のヤスリブのユダヤの法学者を連れ帰り、彼らの意見を容れて多神教時代の神殿を破壊したと伝えられている。

## 経済

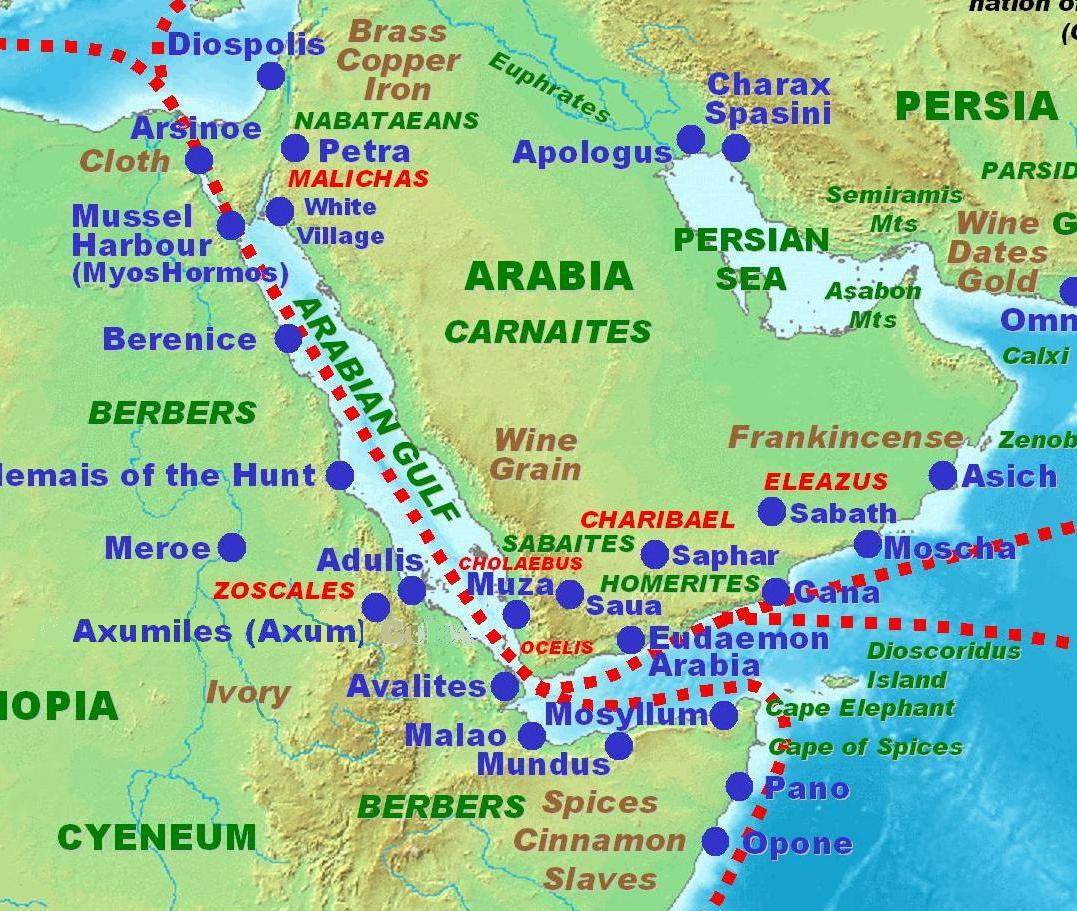
1世紀に記されたエリュトゥラー海案内記による南アラビア、東アフリカの地図と海路。インド洋・東アフリカ世界が紅海を経て地中海と繋がっている。

ヒムヤル王国での農業は井戸、池、ダムといった灌漑施設によって行われていたことが、大プリニウスの記述、碑文の内容から知られている。乳香はヒムヤルにとって重要な収入源であり、乳香の採取は宗教的な意味も伴っていた。
アラビア半島、東アフリカ、インドの産品はマアリブ、メッカを経由してシリア、エジプトに到達するラクダによる陸路の移動、紅海とナイル川を通過する水路のいずれかを通って輸送され、ヒジャーズにはヒムヤル族の駅舎が点在していた。ヒムヤル族は乳香のほかに没薬、丁子、コショウなどを取り扱い、ヒムヤルの経済力は3世紀に隆盛を迎える。ヨーロッパ世界でアラビアからもたらされる衣服、香水、香料の需要が高まるとアラビアの商人は売値を吊り上げ、関税を引き上げた。第一次ヒムヤル王国の時代に南アラビアの経済は最盛期を迎えたが、ヒッパルスらの努力による新たな航路の発見によって、紅海貿易の主導権はローマ帝国に移った。

## 文化
1世紀、ベドウィンの攻撃から身を守る必要性に迫られ、ヒムヤル王イリ・シャリハはサナア内にグムダーン城を建設する。イスラーム世界の地理学者ハマダーニーとヤークートはグムダーン城について各階の高さが10キュビット（約4.5m）、20階建ての建物と記し、世界初の摩天楼とも言われている。グムダーン城はイスラーム勢力の拡大時まで存在していたが、イスラーム勢力がイエメンを征服する過程で破壊されたと考えられている。
イエメンでは時折ヒムヤル王国時代の青銅の像が発掘され、それらの発掘品からは古代ギリシャ世界、サーサーン朝の影響が見て取れる。ヒムヤル族の碑文は紀元前7世紀ごろから確認され、アルファベットに似た文字が使用されている。また、ヒムヤル王国で鋳造された銀貨にも彼らの文字が確認できる。